# Esonartece

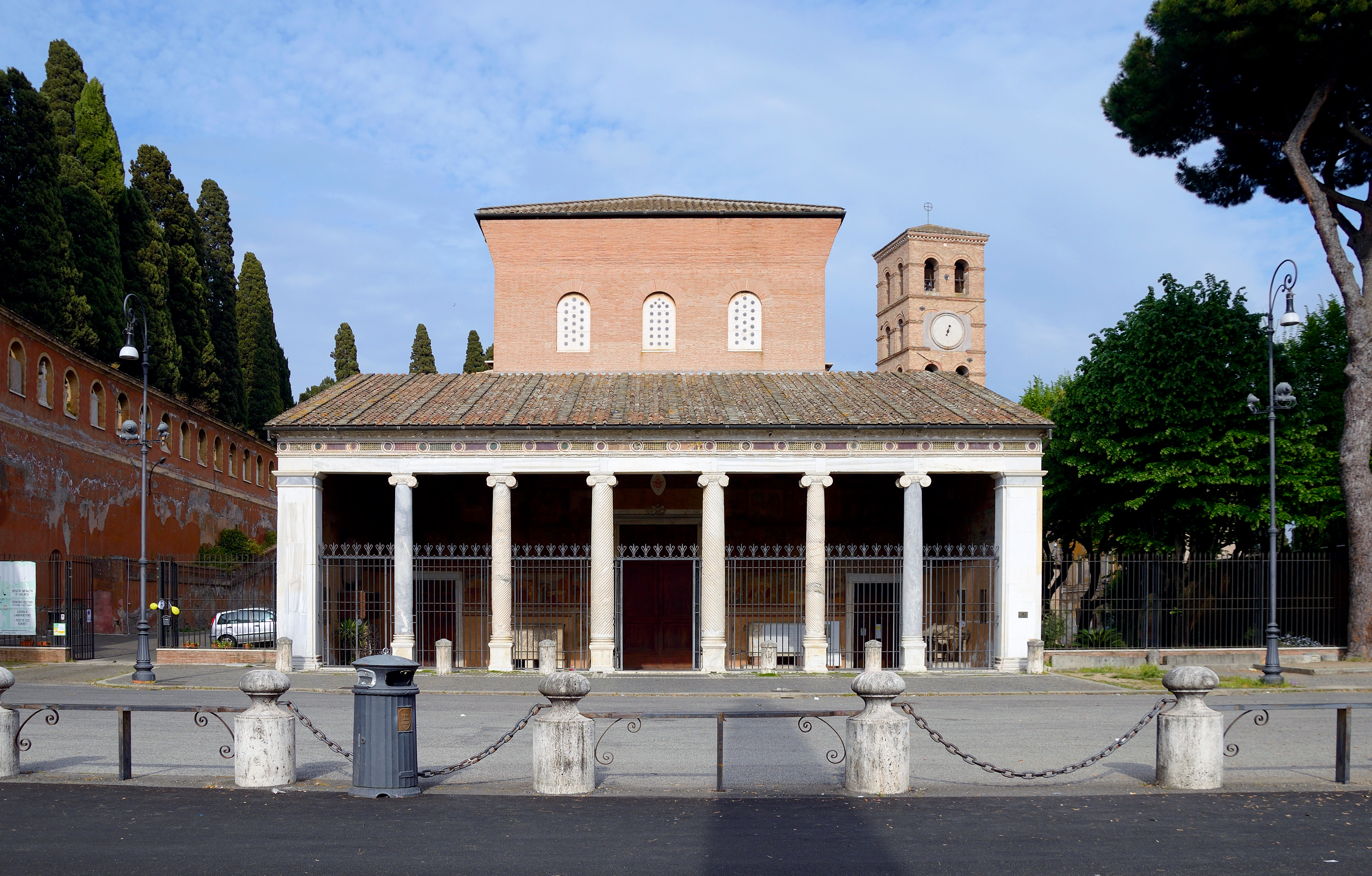
Esonartece (XIII secolo) della basilica di San Lorenzo fuori le mura a Roma.

L'esonartece è un tipo di nartece rivolto verso l'esterno della chiesa; spesso coincide con la parte del quadriportico addossata al muro di facciata. A Ravenna viene chiamato anche àrdica.